# Madre de Dios (departement)

Departementets läge i Peru

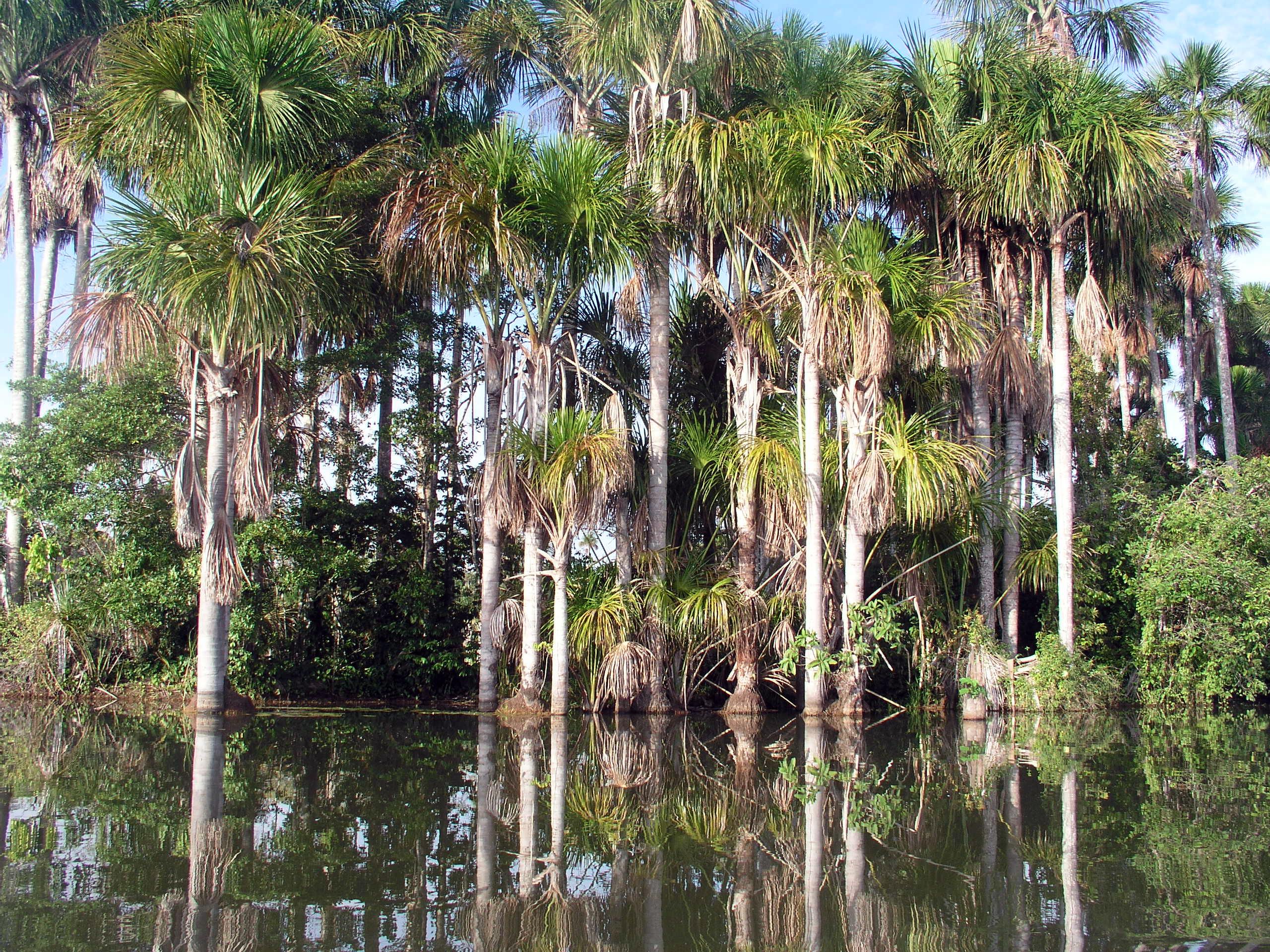
Lago Sandoval

Madre de Dios är ett av 24 departement i Peru. Departementet gränsar till Brasilien, Bolivia och de peruanska departementen Puno, Cusco och Ucayali. Huvudort är staden Puerto Maldonado. Namnet på departementet är en vanlig spansk benämning på Jungfru Maria, och betyder bokstavligen Guds moder. Departementets area är 85 300 km², och befolkningen år 2004 var 104 891.

## Geografi
Departementet ligger nästan helt i Amazonas låglänta regnskog. Klimatet är varmt och fuktigt, med en medeltemperatur runt 26 °C (max. 34 °C, min 21 °C). Regnperioden är från december till mars, då kraftiga regn gör att floderna stiger och ofta svämmar över sina bräddar. Den årliga nederbörden kan vara så mycket som tre meter.
Den sydvästra gränsen med Cusco är känd som Isthmus of Fitzcarrald (se även Fitzcarraldo), en rad små berg som separerar floderna Madre de Dios och Urubamba.
De viktigaste floderna ligger i avrinningsområdet för floden Madre de Dios:
- Inambarifloden
- Tambopatafloden
- Manufloden
- Tahuamanufloden
- Floden Las Piedras.

På grund av den stora ytan och den låga befolkningstätheten, är floderna det bästa transportmedlet från en stad till en annan. Den mänskliga aktiviteten begränsas till flodbankarna. Ett antal upptäcktsresande har sökt efter den försvunna staden Paititi i djungeln i regionen.
Den enda betydande vägen är mellan Puerto Maldonado och Cusco (avstånd 530 km). Vägen är dock i dålig kondition och flyg mellan Cusco och Puerto Maldonado är den vanligaste och mest tillförlitliga transportmetoden. Från Puerto Maldonado går en väg till gruvindustristaden Laberinto (på 50 km avstånd). Det finns också en väg mellan Cusco och staden Atalaya. Den är omkring 300 km lång, och är oframkomlig under regnperioden.

## Ekonomi, naturresurser och miljö
Madre de Dios är starkt beroende av naturresurserna och råmaterial för sin ekonomi. Det finns praktiskt taget ingen tillverkningsindustri. De främsta jordbruksprodukterna är:
- bomull
- kaffe
- rörsocker
- kakaobönor
- paranötter
- palmolja

Brytning av guld är den enda övriga stora industrin, förlagd huvudsakligen till stränderna av floderna Inambari och Madre de Dios. Detta har orsakat miljöproblem på grund av användningen av kvicksilver och avsaknad av tillräckliga säkerhetsåtgärder.
Andra allvarliga miljöproblem i regionen inkluderar förlust av skogsmark på grund av ökat jordbruk, illegal trädfällning (speciellt för mahogny) och tjuvjakt på hotade arter (speciellt den stora floduttern), sköldpaddor, kajmaner och apor och papegojor som husdjur.
Perus nationalfågel, den nästan utrotade Rupicola peruviana, återfinns också i Madre de Dios och hotas av tjuvjakt och störningar i dess häckningsområde.

## Administrativ indelning
Departementet är indelat i tre provinser, vilka består av elva distrikt. Provinserna, med huvudorten inom parentes, är:
- Manu (Salvación)
- Tahuamanu (Iñapari)
- Tambopata (Puerto Maldonado)